# 1769 год в музыке

## События
- Луиджи Боккерини едет в Мадрид в качестве придворным музыканта и композитора инфанта Луиса.
- Венцель Пихль[англ.] стал капельмейстером графа Людвига Гартига в Праге.
- Чарлз Бёрни получил звание почётного доктора музыки Оксфордского университета.
- 10 февраля — в Ковент-Гардене (Лондон) впервые исполнена страстная оратория Георга Фридриха Генделя «Гидеон» (Gideon), составленная после смерти композитора его личным секретарём Джоном Кристофером Смитом из произведений Генделя.
- 1 мая — В Зальцбурге состоялась премьера оперы В. А. Моцарта «Притворная простушка» (итал. La finta semplice), написанная годом ранее.

## Классическая музыка
- Йозеф Гайдн — симфонии № 41 и 48, скрипичный концерт № 4.
- Иоганн Георг Альбрехтсбергер — Concerto for Trombone in B flat major.
- Карл Филипп Эммануэль Бах — оратория «Израильтяне в пустыне» (нем. Die Israeliten in der Wüste).
- Франсуа Жозеф Госсек — Sei quartetti per flauto e violino o sia per due violini, alto e basso, op. 14.
- Вольфганг Амадей Моцарт — Te Deum in C.
- Ян Крштител Ваньхаль — Quartet for Strings in B flat major, Op. 2 no 3.

## Опера
| - Жан-Франсуа Кальява Д’Эстанду — Les Etrenes de l’amour - Кристоф Виллибальд Глюк — «Празднества Аполлона» (итал. Le feste d’Apollo). - Жан Батист Кардонн — «Омфала» (Omphale). - Андре Гретри - «Люсиль» - «Говорящая картина» - «Момус на земле» (фр. Momus sur la terre). | - Пьер-Александр Монсиньи - Le déserteur - Le rosière de Salency. - Йозеф Мысливечек - «Демофонт» - L’Ipermestra. |

## Родились
- 8 марта — Катерина Вероника Анна Дусикова[чеш.], чешская певица, арфистка, пианистка и композитор (умерла в 1833).
- 25 марта — Сальваторе Вигано, итальянский балетный артист, балетмейстер и композитор (умер в 1821).
- 11 апреля — Иоганн Георг Ликл[нем.], австрийский органист и композитор (умер в 1843).
- 25 апреля — Шарль Борреманс[фр.], нидерландский скрипач, дирижёр и композитор, 21 год возглавлявший оркестр Королевского театра «Ла Монне» (умер в 1827).
- 1 июня — Юзеф Эльснер, польский композитор и педагог немецкого происхождения, учитель Ф. Шопена (умер в 1854).
- 5 июня — Марианна Кирхгесснер, немецкая исполнительница, игравшая на стеклянной гармонике (умерла в 1808).
- 4 июля — Луи Люк Луазо де Персюи[фр.], французский скрипач, дирижёр и композитор (умер в 1819).[1]
- 23 июля — Алексей Николаевич Титов, русский военный (генерал-майор), скрипач и композитор (умер в 1827).
- 14 августа — Фридрих Людвиг Дюлон, немецкий флейтист и композитор (умер в 1826).
- 12 сентября — Реджинальд Споффорт[англ.], английский органист, дирижёр и композитор (умер в 1827).
- дата неизвестна — Чарльз Хейг[англ.], английский скрипач и композитор, профессор музыки Кембриджском университете (умер в 1821).

## Умерли
- 2 января — Джеймс Освальд[англ.], шотландский виолончелист, композитор, аранжировщик и музыкальный издатель, придворный композитор короля Георга III, написал и опубликовал множество шотландских народных мелодий (род. в 1710).
- Сентябрь — Жан Анри Хемш (фр. Jean-Henri Hemsch), самый известный парижский мастер клавесинов своего времени немецкого происхождения (род. в 1700).
- 6 декабря — Уильям Фелтон[англ.], английский композитор (род. в 1715).
- дата неизвестна — Антонио Паломба[англ.], итальянский нотариус, оперный либреттист, поэт, клавесинист и музыкальный педагог (род. в 1705).